# Le Vilain Petit Canard (film, 1939)
Pour les articles homonymes, voir Le Vilain Petit Canard (homonymie).
Pour plus de détails, voir Fiche technique et Distribution.
Le Vilain Petit Canard ou Le Pauvre Abandonné (The Ugly Duckling) est un court métrage d'animation américain de la série Silly Symphonies réalisé par Jack Cutting pour les studios Disney et sorti en 1939.
Libre adaptation du conte de Hans Christian Andersen, Le Vilain Petit Canard (1842), c'est un remake de la Silly Symphony homonyme en noir et blanc sortie en 1931.

## Synopsis
Un petit canard différent et rejeté par sa famille essaie tant bien que mal de se trouver un ami.

## Fiche technique
- Titre original : The Ugly Duckling
- Titres français : Le Vilain Petit Canard[2] ; Le Pauvre Abandonné (ressortie)[3]
- Série : Silly Symphonies
- Réalisation : Jack Cutting, assisté de Jimmie Hess
- Scénario : d'après Hans Christian Andersen
- Animation : Milt Kahl, Eric Larson, Milt Neil, Stan Quackenbush, Archie Robin, Paul Satterfield, Riley Thompson
- Layout : David Hilberman
- Musique : Albert Hay Malotte
- Producteur : Walt Disney
- Société de production : Walt Disney Productions
- Société de distribution : RKO Radio Pictures
- Pays de production :  États-Unis
- Langue : anglais
- Format : Couleur (Technicolor) - 35 mm - 1,37:1 - son mono
- Genre : animation
- Durée : 8 min 58 s
- Dates de sortie : 
  - États-Unis : 7 avril 1939 (sortie nationale)[1],[2]
  - France : ?

Source : Walt Disney's Silly Symphonies (sauf précision)

## Distinction
- Oscars 1940 : Meilleur court métrage d'animation

## Commentaires
Le film a été présenté pour la première fois devant un auditoire privé le 27 septembre 1938 au Filmarte de Los Angeles. Il a été diffusé en avant-première du 15 au 28 mars 1939 au Grauman's Chinese Theatre de Los Angeles en première partie de The Adventures of Huckleberry Finn de Richard Thorpe et du 30 mars au 19 avril 1939 au Radio City Music Hall de New York, en première partie de La Grande Farandole de Henry C. Potter. Le copyright a été déposé le 7 avril 1939.
C'est le dernier court métrage officiel de la série des Silly Symphonies. En raison de sa récompense aux Oscars, il est présent dans la seconde version de la compilation Academy Award Review of Walt Disney Cartoons sortie en 1966.
Il a été utilisé en 1986 dans le court-métrage éducatif Hans Christian Andersen's The Ugly Duckling (septembre 1986, 13 min) dans lequel Walt Disney présente l'histoire du Vilain Petit Canard de Hans Christian Andersen, suivie par la projection de ce film.